# Boom Technology
Boom Technology, Inc. (nome fantasia Boom Supersonic) é uma empresa dos Estados Unidos que projeta um avião supersônico de 55 passageiros de velocidade Mach 2.2. Chamado de Boom Overture, o avião está planejado para ter um alcance de 4,500 milhas náuticas (8,334 km) e ser introduzido em 2030.
Depois de ser incubada pela Y Combinator em 2016, a Boom Technology levantou US$ 51 milhões de capital de risco em 2017 e US$ 100 milhões em janeiro de 2019. O demonstrador Boom XB-1 Baby Boom em escala de um terço deve começar os testes de vôo em 2021.

## História
A empresa foi fundada em Denver, no Colorado, em 2014. Ela participou de um programa de incubação de inicialização Y Combinator no início de 2016 e foi financiada pelo Y Combinator, por Sam Altman, Seraph Group, Eight Partners e outros.
Em março de 2017, US$ 33 milhões foram investidos por vários fundos de risco: Continuity Fund, RRE Ventures, Palm Drive Ventures, 8VC e Caffeinated Capital. Boom garantiu US$ 41 milhões de financiamento total até abril de 2017. Em dezembro de 2017, a Japan Airlines investiu US$ 10 milhões, elevando o capital da empresa para US$ 51 milhões: o suficiente para construir o demonstrador XB-1 “Baby Boom” e concluir seus testes, e para iniciar o trabalho de design antecipado no avião de 55 passageiros.  Em janeiro de 2019, a Boom arrecadou mais $ 100 milhões, elevando o total para $ 151 milhões, planejando então o primeiro voo do demonstrador para o final de 2019.
Em junho de 2021, a United Airlines anunciou que havia assinado um acordo para a compra de 15 aeronaves modelo Boom Overture, com opção de compra de mais 35. Eles estão programados para começar a atender passageiros em 2029.